# انتقام‌جویان (کمیک)
انتقام جویان (به انگلیسی: Avengers) عنوان یک گروه خیالی ابرقهرمانانه در مجموعه کتاب‌های کامیک انتشارات مارول کامیکس می‌باشد. این تیم اولین بار در انتقام جویان شماره اول (سپتامبر ۱۹۶۳) به وسیله نویسنده/تدوینگر استن لی و نقاش جک کربی ساخته شد.

## اعضا
اعضای اصلی انتقام‌جویان مرد آهنی، کاپیتان آمریکا، ثور، هالک، بیوه سیاه و هاکای هستند اما در بعضی کامیک‌ها و فیلم‌ها شخصیت‌هایی اضافه شده‌اند
مانند دکتر استرنج، ویژن، اسکارلت ویچ، کوئیک سیلور، مرد مورچه‌ای، پلنگ سیاه، فالکون، زنبورک و مردان ایکس.

## توضیح
این تیم، اصالتاً به وسیله مرد آهنی (تونی استارک)، مرد مورچه‌ای (دکتر هنک پیم)، زنبورک (جنت ون داین)، ثور، هالک (دکتر بروس بنر) تشکیل شد. کاپیتان آمریکا بعدها در یخ کشف شد و بعد از احیا شدن به گروه پیوست. تغییر اعضا یک روند همیشگی است، اما موضوع و هدفشان، «انتقام‌جویان با دشمنی می‌جنگند که هیچ ابرقهرمانی نمی‌تواند به تنهایی شکست بدهد»، هیچگاه تغییر نکرد. تیم به خاطر شعارشان، گردهمایی انتقام جویان! که شامل انسان‌ها، جهش یافتگان، ربات‌ها، خدایان، فضاییان، موجودات ماوراء طبیعی و حتی تبه‌کاران پیشین معروف است.

## فیلم
فیلم سینمایی انتقام‌جویان که در ۴ مه ۲۰۱۲ به کارگردانی جاس ویدون منتشر شد، چندین رکورد را در فروش باجه از جمله بیشترین فروش هفته اول (با فروش ۲۰۷٫۴ میلیون دلار) شکست و در فروش کل تبدیل به پنجمین فیلم پرفروش تاریخ شد.

نسخه دیگر آن فیلم انتقام‌جویان: عصر اولتران بود که در ۱ مه ۲۰۱۵ اکران شد و عنوان دومین فیلم پرفروش تاریخ در روز اول اکران را از آن خود کرد.
قسمت سوم آن انتقام‌جویان: جنگ ابدیت در تاریخ ۲۷ آوریل ۲۰۱۸ اکران شد و با فروش موفقیت‌آمیز ۲٬۰۴۸ میلیارد دلار تبدیل به پرفروش‌ترین فیلم ابرقهرمانی تاریخ شد. فیلم بعدی انتقام جویان با عنوان انتقام‌جویان: آخر بازی در تاریخ ۲۶ آوریل ۲۰۱۹ اکران شد که توانست به پرفروش‌ترین فیلم جهان تبدیل شود.
که بعدا با اندکی تقلب و اکران مجدد فیلم آواتار این عنوان نصیب آواتار شد.